# They Don't Care About Us
„They Don't Care About Us“ je pesma Majkla Džeksona sa njegovog devetog studijskog albuma, „HIStory: Past, Present and Future, Book I“. Druga je po redu na drugom disku albuma. Snimljena 1995. godine, objavljena je kao singl 31. 3. 1996. od strane Epik rekordsa. Napisana, komponovana i producirana od strane Džeksona, jedna je od pevačevih najkontroverznijih pesama ikada. „They Don't Care About Us“ objedinjuje elemente hard roka, repa i densa. U Sjedinjenim Državama, ocena medija je bila da su njeni stihovi antisemitistički i napadni. Zbog toga, pevač se u nekoliko navrata izvinio i snimio je pesmu ponovo ažurirajući stihove. On se protivio tvrdnjama o antisemitizmu ljuteći se da je kontekst pogrešno shvaćen, nenamerno ili promišljeno.
Muzički, to je agresivna hip hop produkcija o socijalnim bolestima.
Muzički kritičari su smatrali da Džekson sebe u pesmi naziva žrtvom policijske brutalnosti kao i da više nije pokušavao da sakrije bilo kakve ekscentričnosti koje je imao. Komercijalno, singl je bio uspešan širom sveta, naročito u Evropi gde je bio među deset najprodavanijih. U Nemačkoj, prodat u oko pola miliona kopija i odlikovan platinastim tiražom, zauzimao je prvo mesto tri nedelje. U Sjedinjenim Državama, radio stanice su se protivile puštanju kontroverzne kompozicije. Kako god, singl je uspeo je da se nađe na tridesetom mestu top-liste „Bilbord hot 100“. Kasnije, pesma se još u dva navrata pojavila na listama. Prvi put kao singl u sklopu albuma „Visionary: The Video Singles“ 2006. i nakon Džeksonove smrti.
Radi što bolje promocije, za pesmu su snimljena dva spota koje je režirao Spajk Li. Prvi je snimljen u Brazilu na dvema lokacijama, u faveli Dona Marta u Riju i u Salvadoru. Tada su tamošnje vlasti pokušale da onemoguće produciranje iz straha da spot ne ukalja sliku o njima jer je grad bio jedan od kandidata za organizaciju letnjih olimpijskih igara 2004. godine. Ipak, meštani područja su bili srećni da se sretnu sa Džeksonom, nadajući se da bi njihovi problemi mogli biti vidljivi širim masama. Pri produkciji ove verzije, sa pevačem je sarađivala kulturna muzička grupa Olodum kojoj je spot doneo slavu i reputaciju u Brazilu. Drugi je snimljen u jednom zatvoru i sadrži snimke opšte poznatog povređivanja ljudskih prava. Kako bi dodatno promovisao singl i album, Džekson je izvodio uživo „They Don't Care About Us“ tokom svetske turneje „HIStory World Tour“.

## Kontekst i stihovi
Pretpostavku da stihovi pesme „They Don't Care About Us“ propovedaju antisemitizam, prvi put je pomenuo časopis „Njujork tajms“ 15. juna 1995, samo par dana pre izlaska albuma na kom se nalazi. Brošura je naglasila stihove i opisala ih uvredljivim. Džekson je direktno odgovorio na ovu objavu, tvrdeći:
Ideja da bi ovi stihovi mogli biti neprijatni je ekstremno bolna za mene i zla. Pesma prvenstveno govori o bolu koji predrasuda i mržnja nanose. Ona je način da se obrati pažnja na socijalne i političke probleme. Ja sam glas optuženog i napadnutog. Ja sam glas svakog. Ja sam skinhed, ja sam Jevrej, ja sam crnac, ja sam belac. Ja nisam onaj koji je napao. Radi se o nepravdi prema mladim ljudima i kako ih sistem može pogrešno okriviti. Ljut sam i uvređen jer sam tako pogrešno interpretiran.
Prilikom emisije „Prajmtajm“ u kojoj je gostovao, Džekson je na pitanje da li su stihovi antisemitistički odgovorio: „Ja nisam antisemitista jer nisam rasista. Nikad ne bih mogao biti rasista. Volim sve rase.“ Pevač je takođe istakao da neki od njegovih najbližih saradnika i prijatelja su Jevreji. Istog dana, Džekson je podržan od strane svog menadžera i izdavačke kuće koji su opisali stihove briljantnim i rekli da su suprotnost predrasudama ali i da su nažalost pogrešno shvaćeni. Narednog dana, dva vodeća člana jevrejske zajednice u Sjedinjenim Američkim Državama su tvrdili da su stihovi nepodesni mlađoj publici koja možda ne bi mogla razumeti kontekst pesme, dodajući da je pesma previše nejasna za neke slušaoce. Izjavili su i da Džeksonov pokušaj da stvori pesmu koja bi kritikovala diskriminaciju nije bio onakav kakav je on želeo. Prihvatili su to da je Džekson imao dobre namere i predložili su da napiše objašnjenje u knjižici albuma.
Džekson se 17. juna ponovo javno izvinio svima koji su se osetili napadnutim od strane odabira njegovih reči. Obećao je da će buduće kopije albuma sadržati izvinjenje. Inače, u tom trenutku je već dva miliona kopija pušteno u prodaju. Pevač je zaključio: „Samo želim da svi vi znate da sam jako predat toleranciji, miru i ljubavi, i da se izvinjavam svima koji bi mogli biti uvređeni.“ Sledećeg dana, Džon Perles iz magazina „Njujork tajms“ je izrazio negodovanje pesmom napisavši: „Pesmom „They Don't Care About Us“ Džekson je opovrgao svoj katalog pesama o bratstvu sa eksplozijom antisemitizma.“
Patrik Makdonald iz magazina „Sijetl tajms“ je 21. juna kritikovao Džeksona tvrdeći: „Možda je imao život u azilu, ali stvarno ne postoji opravdanje za upotrebu takvih reči u pop pesmi, osim ako sve ne raščistite u vezi tih termina i uradite na umetnički način.“ Dva dana kasnije, Džekson je odlučio iako je preuzeo sve troškove sam, da se vrati u studio i da promeni reči koje će se naći na budućim kopijama. Kasnije je izjavio da se slaže da je pesma bila agresivna po neke.
Spajk Li, režiser spotova pesme „They Don't Care About Us“, istakao je dvoličnost standarda koja postoji u muzičkoj industriji. Objasnio je da reč crnja ne uzrokuje kontroverzu. Pored toga, reč crnja je upotrebljena u pesmi „This Time Around“ sa istog albuma ali to nije privuklo pažnju medija.

## Kompozicija i kritički prijem
Hip hop pesma počinje sa decom koja uzvikuju: „Dosta je dosta od ovog smeća“ (engl. Enough is enough of this garbage) i ženom koja potpomaže pevanje refrenom: „Sve što želim reći je da oni stvarno ne obraćaju pažnju na nas“ (engl. All I wanna say is they don't really care about us). Pesma je izvedena u ef-duru i prilično je sporog tempa od osamdeset i osam otkucaja u minuti. Među korišćenim instrumentima su klavir i gitara. Džon Perles smatra da Džekson sebe naziva žrtvom policijske brutalnosti i mržnje. Uz to je dodao je: „Slušalac bi se mogao zapitati ko bi „NAS“ trebalo da bude. Da bi mogao načiniti pesmu pogodnom za uho, Džekson koristi elementarne pevljive melodije „njah, njah“, motiv od dve note. I onda nailazi sa svim vrstama iznenađenja u aranžmanu.“
Džejms Hanter iz magazina „Roling stoun“ je istakao da muzički, Džekson više nije pokušavao da sakrije bilo kakve ekscentričnosti koje je imao. Izrazio je mišljenje da u pesmi, pop muzičar je zvučao spremniji za borbu više nego ikad. Džim Ferber, magazin „Njujork dejli njuz“, rekao je da pesma ima originalan bučan ritam. Ocena magazina „Vašington tajms“ je istakla da pesmu prate jaka osećajnost i kontroverze: „... sa nemirnim pljeskanjem i policijskom sirenom u pozadini“, „Sakramento bi“ ju je opisao kao rege i dens zvukom.

## Komercijalni prijem
U Ujedinjenom Kraljevstvu, singl nalazio se na četvrtom mestu i na listi je bio tri meseca. Pesma je naročito bila uspešna u Evropi, nalazeći se među deset najboljih u svim zemljama u kojim je objavljena. U Austriji, Švajcarskoj, Francuskoj, Belgiji i у Švedskoj pesma se našla među pet najboljih i na listama pomenutih država se održala najmanje dvadeset i jednu nedelju. U Nemačkoj je bila na prvom mestu tri nedelje a na samoj listi ukupno trideset. Kontroverza vezana za stihove pesme je donela komercijalno razočarenje u Sjedinjenim Američkim Državama. Radio stanice su nerado puštale pesmu. Singl se nalazio na 30. mestu top-liste „Bilbord hot 100“ te nije bio rekordno uspešan kao dva prethodna singla, „Scream/Childhood“ i „You Are Not Alone“. Ipak, našao se na desetom mestu liste ritam i bluz singlova.

## Muzički spotovi
Produkcija prvog spota se ispostavila kao težak zadatak za Džeksona. Predstavnici vlasti su neuspešno pokušavali da onemoguće pevača da snima u Riju. Zvaničnici su se bojali da bi kadrovi sa spota mogli uticati na turizam i optuživali su Džeksona za javnu eksploataciju siromaštva. Ronaldo Cezar Koeljo, državni ministar za industriju, trgovinu i turizam je tvrdio da ne vidi razlog zbog kojeg bi gurali filmove koji neće ništa doprineti svim njihovim naporima da poboljšaju sliku Rija. Neki su bili zabrinuti da scene siromaštva i povrede ljudskih prava bi mogli uticati na njihove šanse da organizuju 2004. godine olimpijske igre. Drugi su podržavali Džeksonovu nameru da prikaže probleme regije, ističući kako se sama vlada obrukala.
Donesena je bila sudska odluka o zabrani snimanja spota koja je povučena nakon uložene žalbe. Iako su zvaničnici bili ljuti, meštani nisu bili. Hiljade njih je uspelo da se progura kroz obezbeđenje dok je jednom fanu pošlo za rukom da zagrli pevača da bi zatim oboje pali na pod. Žena je odvučena a Džekson je nastavio da peva i pleše. Hiljadu i petsto policajaca i pedeset meštana je glumilo pripadnike obezbeđenja u divljem naselju Dona Marta. Džeksonov tim za produkciju je optuživan za pregovore sa dilerima droge da bi dobili dozvolu da snimaju u jednom gradskih divljih naselja.

Režiser spota je bio Spajk Li. Na pitanje zašto je baš njega odabrao, Džekson je odgovorio: „ Pesma „They Don't Care About Us“ sadrži podsticaj kojem me je Spajk Li približio. To je javna i značajna pesma i za to mi je trebao. Ta pesma je jedna vrsta protesta i mislim da je on savršen za to.“
 Medijski interes u vezi spota je upoznao sto četrdeset zemalja sveta sa grupom Olodum. To je donelo svetsku slavu grupi i podigao joj je kredibilitet u Brazilu. Godine 2009, magazin „Bilbord“ je objavio da su naselja iz spota model socijalnog razvića kao i da je Džekson delom zaslužan za napredak baš ove regije.
Po prvi put u svojoj karijeri, Džekson je napravio drugi spot za pesmu. Druga verzija je snimljena u jednom zatvoru sa robijašima. U spotu Džeksonu su ruke vezane. Spot sadrži istinite snimke policije kako napada Afroamerikance, Kju-kluks-klana, rata, genocida, gladne dece, atentata, ubistava, i drugih nepopularnih povreda ljudskih prava od strane vlasti. Spotovi pesme nalaze se na Džeksonovim video kompilacijama „HIStory on Film, Volume II“ i „Michael Jackson's Vision“.

## Sadržaj
Američki i japanski singl
| Broj # | Pesma                                                              | Trajanje |
| ------ | ------------------------------------------------------------------ | -------- |
| 1-{    | „They Don't Care About Us“                                         | 4:48     |
| 2      | „They Don't Care About Us (Dallas Main Mix)“                       | 7:56     |
| 3      | „They Don't Care About Us (Charles Full Joint Mix)“                | 5:00     |
| 4      | „They Don't Care About Us (Love To Infinity Walk in the Park Mix)“ | 7:20     |
| 5      | „They Don't Care About Us (Love To Infinity Classic Paradise Mix)“ | 7:51     |
| 6      | „They Don't Care About Us (Track Master's Radio Mix)“              | 4:09     |
| 7      | „Rock With You (Frankie Knuckles Favorite Club Mix)“               | 7:39     |
| 8      | „Earth Song (Hani's Extended Radio Experience)“                    | 7:55}-   |

Austrijski singl
| Broj # | Pesma                                                              | Trajanje |
| ------ | ------------------------------------------------------------------ | -------- |
| 1      | -{„They Don't Care About Us“                                       | 4:48     |
| 2      | „They Don't Care About Us (Dallas Main Mix)“                       | 7:56     |
| 3      | „They Don't Care About Us (Love To Infinity's Anthem of Love Mix)“ | 7:46     |
| 4      | „They Don't Care About Us (Love To Infinity Walk in the Park Mix)“ | 7:20     |
| 5      | „They Don't Care About Us (Love To Infinity Classic Paradise Mix)“ | 7:51     |
| 6      | „They Don't Care About Us (Love To Infinity Hacienda Mix)“         | 7:13}-   |

Kompakt disk:
1. -{„They Don't Care About Us“ - 4:09
2. „They Don't Care About Us (Love To Infinity Walk in the Park Mix)“ - 7:49

DVD:
1. „They Don't Care About Us“}- (Muzički spotovi)

## Osoblje
- Vokali, prateći vokali, tekstopisac, kompozitor, producent: Majkl Džekson
- Gitara (pozadina): Slash

## Plasmani na listama i prodaje
| Zemlja (1996)              | Najviša pozicija |
| -------------------------- | ---------------- |
| Australija                 | 16               |
| Austrija                   | 3                |
| Belgija: Flandrija         | 9                |
| Belgija: Valonija          | 3                |
| Holandija                  | 4                |
| Finska                     | 6                |
| Francuska                  | 4                |
| Nemačka                    | 1                |
| Italija                    | 9                |
| Novi Zeland                | 9                |
| Norveška                   | 6                |
| Španija                    | 2                |
| Švedska                    | 3                |
| Švajcarska                 | 3                |
| Ujedinjeno Kraljevstvo     | 4                |
| SAD: „Bilbord hot 100“     | 30               |
| SAD: ritam i bluz singlovi | 10               |

| Zemlja (2009)              | Najviša pozicija |
| -------------------------- | ---------------- |
| Danska                     | 9                |
| Nemačka                    | 12               |
| Novi Zeland                | 20               |
| Norveška                   | 10               |
| Švedska                    | 7                |
| Švajcarska                 | 4                |
| Ujedinjeno Kraljevstvo     | 32               |
| UK: ritam i bluz singlovi  | 9                |
| SAD: digitalno preuzimanje | 64               |

| Zemlja     | Sertifikacija   | Prodaja  |
| ---------- | --------------- | -------- |
| Australija | Zlatni tiraž    | 35,000+  |
| Nemačka    | 3x Zlatni tiraž | 750,000+ |

## Literatura
- Crock, Larry (2005). Brazilian Music. ABC-CLIO. стр. 296. ISBN 978-1-57607-287-5.
- Dunn, Christoper (2001). Brutality Garden. UNC Press. стр. 207. ISBN 978-0-8078-4976-7.
- Grant, Adrian (1998). Michael Jackson : Making History. Omnibus Press. ISBN 978-0-7119-6723-6.
- Lee, Spike (2002). Spike Lee: Interviews. University Press of Mississippi. стр. 151–152. ISBN 978-1-57806-470-0.

Bibliografija
- George, Nelson (2004). Michael Jackson: The Ultimate Collection. Sony BMG.
- Taraborrelli, J.  Randy (2004). The Magic and the Madness. Terra Alta, WV: Headline. ISBN 978-0-330-42005-1.

| Мајкл Џексон | Википројекат Мајкл ЏексонДео искључиво посвећен чланцима о Мајклу Џексону. |